# Jesse Neal
Jesse Neal (Orlando (Florida), 10 april 1980) is een Amerikaans professioneel worstelaar en voormalig lid van de United States Armed Forces, die actief was in de Total Nonstop Action Wrestling (TNA).

## In het worstelen
- Finishers
  - Spear

- Signature moves
  - Belly to belly suplex
  - Overhead gutwrench dropped into an inverted shoulderbreaker

- Met Shannon Moore
  - Samoan drop (Neal) / Mooregasm (Moore) combinatie

- Bijnaam
  - "The American Hero"

- Ingang theme
  - "Tattooed Attitude" van Dale Oliver

## Prestaties
- Nevermore Championship Wrestling
  - NCW World Championship (1 keer)
  - NCW World Light Heavyweight Championship (2 keer)
  - NCW World Light Heavyweight Tag Team Championship (1 keer met Matt Price)

- Vintage Wrestling
  - VW Heavyweight Championship (1 keer, huidig)

- Y2G Championship Wrestling
  - Y2G Heavyweight Championship (1 keer)